# Turn- und Sportverein Rüstringen Olympia Wilhelmshaven 1974-1975
Questa voce raccoglie le informazioni riguardanti il Turn- und Sportverein Rüstringen Olympia Wilhelmshaven nelle competizioni ufficiali della stagione 1974-1975.

## Stagione
Nella stagione 1974-1975 l'Olympia Wilhelmshaven, allenato da Hans-Wilhelm Loßmann e Klaus Dröge, concluse il campionato di 2. Bundesliga al 17º posto. In Coppa di Germania l'Olympia Wilhelmshaven fu eliminato al secondo turno dal Fortuna Colonia.

## Rosa
| N. |                     | Ruolo | Calciatore        |
| -- | ------------------- | ----- | ----------------- |
|    | Germania (bandiera) | P     | Bernd Helmschrot  |
|    | Germania (bandiera) | D     | Rainer Hotopp     |
|    | Germania (bandiera) | D     | Werner Marienfeld |
|    | Germania (bandiera) | D     | Wolfgang Pleyer   |
|    | Germania (bandiera) | D     | Werner Schaar     |
|    | Germania (bandiera) | D     | Rainer Struckmann |
|    | Germania (bandiera) | C     | Helmut Blieske    |
|    | Germania (bandiera) | C     | Detlef Dirks      |
|    | Germania (bandiera) | C     | Werner Jaschik    |

| N. |                     | Ruolo | Calciatore          |
| -- | ------------------- | ----- | ------------------- |
|    | Germania (bandiera) | C     | Bernd Metz          |
|    | Germania (bandiera) | C     | Karl-Heinz Noldt    |
|    | Germania (bandiera) | C     | Reinhold Specht     |
|    | Germania (bandiera) | C     | Manfred Thome       |
|    | Germania (bandiera) | A     | Claus Brune         |
|    | Germania (bandiera) | A     | Norbert Busch       |
|    | Germania (bandiera) | A     | Willi Götz          |
|    | Germania (bandiera) | A     | Hans-Peter Gummlich |
|    | Germania (bandiera) | A     | Wilfried Klinge     |

## Organigramma societario
Area tecnica
- Allenatore: Klaus Dröge
- Allenatore in seconda:
- Preparatore dei portieri:
- Preparatori atletici:

## Calciomercato

### Sessione estiva
| Acquisti | Acquisti          | Acquisti          | Acquisti |
| R.       | Nome              | da                | Modalità |
| -------- | ----------------- | ----------------- | -------- |
| A        | Claus Brune       | Hannover 96       |          |
| P        | Bernd Helmschrot  | Kickers Offenbach |          |
| C        | Werner Jaschik    | Hessen Kassel     |          |
| C        | Karl-Heinz Noldt  | Itzehoer SV 09    |          |
| D        | Rainer Struckmann | Oldenburg         |          |

| Cessioni | Cessioni        | Cessioni          | Cessioni |
| R.       | Nome            | a                 | Modalità |
| -------- | --------------- | ----------------- | -------- |
| A        | Wilfried Klinge | Arminia Bielefeld |          |

### Sessione invernale
| Acquisti | Acquisti | Acquisti | Acquisti |
| R.       | Nome     | da       | Modalità |
| -------- | -------- | -------- | -------- |

| Cessioni | Cessioni | Cessioni | Cessioni |
| R.       | Nome     | a        | Modalità |
| -------- | -------- | -------- | -------- |

## Risultati

### 2. Bundesliga

#### Girone di andata
| Arbitro: | Gabor |

|           |           |                      |
| Noldt 37’ | Marcatori | 68’, 73’ Koschmieder |

| Arbitro: | Ahlenfelder |

|                               |           |                   |
| Klimke 26’ (rig.), 44’ (rig.) | Marcatori | 13’, 69’ Gummlich |

| Arbitro: | Rögner |

|                                    |           |                  |
| Gummlich 32’ Struckmann 57’ (rig.) | Marcatori | 87’ (rig.) Braun |

| Arbitro: | Lutz |

|                       |           |             |
| Kampf 47’ Wohlers 65’ | Marcatori | 6’ Gummlich |

| Arbitro: | Niemann |

|                                                      |           |                   |
| Schonert 25’, 68’ Wolf 50’ Zindel 83’ Hochheimer 84’ | Marcatori | 24’, 27’ Gummlich |

| Arbitro: | Oltmann |

|                                                          |           |                                |
| Brune 20’, 55’ Struckmann 29’ (rig.) Hotopp 77’ Götz 85’ | Marcatori | 63’ (rig.) Trimhold 72’ Zimmer |

| Arbitro: | Fork |

|                |           |  |
| Eilenfeldt 54’ | Marcatori |  |

| Arbitro: | Basedow |

|                      |           |                                             |
| Brune 27’ Hotopp 57’ | Marcatori | 17’ Falter 45’ Lurz 77’ Mostert 90’ Lüttges |

| Arbitro: | Overberg |

|                                |           |  |
| Lunenburg 18’ Lindner 51’, 58’ | Marcatori |  |

| Arbitro: | Kaiser |

|                       |           |                     |
| Struckmann 73’ (rig.) | Marcatori | 6’ Srowig 90’ Graul |

| Arbitro: | Picker |

|                           |           |  |
| Stegmayer 15’ Kaemmer 42’ | Marcatori |  |

| Arbitro: | Ohmsen |

|  |           |            |
|  | Marcatori | 55’ Struth |

| Amburgo 2 novembre 1974, ore 15:00 CET 13ª giornata | Barmbek-Uhlenhorst | 0 – 0 referto | Olympia Wilhelmshaven | Sportplatz am Rothenbaum (1 000 spett.)\| Arbitro: \| Jensen \| |
| Arbitro:                                            | Jensen             |               |                       |                                                                 |

| Arbitro: | Oltmann |

|                             |           |                        |
| Struckmann 24’ Gummlich 60’ | Marcatori | 15’ Schütt 73’ Sieloff |

| Arbitro: | Zuchantke |

|            |           |          |
| Segler 40’ | Marcatori | 13’ Götz |

| Arbitro: | Kaiser |

|                                               |           |  |
| Hotopp 2’ Götz 18’, 90’ Struckmann 53’ (rig.) | Marcatori |  |

| Arbitro: | Brückner |

|                    |           |                |
| Moors 32’ Kipp 60’ | Marcatori | 21’ Struckmann |

| Arbitro: | Picker |

|                      |           |              |
| Brune 61’ Klinge 69’ | Marcatori | 43’ Nordmann |

| Arbitro: | Horstmann |

|                                                             |           |                          |
| Wallek 7’, 85’, 87’ Dudda 48’ Krause 73’ (rig.), 77’ (rig.) | Marcatori | 29’ Struckmann 35’ Dirks |

#### Girone di ritorno
| Arbitro: | Burgers |

|                                                                   |           |            |
| Tenbrink 18’ Deutschmann 37’ Friedrich 43’ Koschmieder 88’ (rig.) | Marcatori | 28’ Klinge |

| Arbitro: | Roth |

|                                       |           |                                                   |
| Struckmann 5’ Gummlich 23’ Schaar 58’ | Marcatori | 29’ Jendrossek 42’ Hammes 82’ Babington 88’ Wloka |

| Arbitro: | Hennig |

|                                                 |           |  |
| Bruchhagen 60’ Nonnenbruch 70’ Rudloff 78’, 82’ | Marcatori |  |

| Arbitro: | Kaiser |

|                       |           |                        |
| Struckmann 80’ (rig.) | Marcatori | 10’ Neumann 48’ Hansen |

| Arbitro: | Schön |

|          |           |            |
| Brune 7’ | Marcatori | 65’ Webers |

| Arbitro: | Teichert |

|                                       |           |  |
| Zimmer 19’ Bals 77’ Fritsche 86’, 89’ | Marcatori |  |

| Arbitro: | Niemann |

|                      |           |                       |
| Gummlich 3’ Götz 39’ | Marcatori | 72’ Mertes 83’ Osieck |

| Arbitro: | Küster |

|                                |           |  |
| Riege 14’ Lüttges 32’ Lurz 82’ | Marcatori |  |

| Arbitro: | Roth |

|                       |           |             |
| Gummlich 50’ Götz 77’ | Marcatori | 72’ Fischer |

| Arbitro: | Meijerink |

|           |           |           |
| Graul 25’ | Marcatori | 13’ Dirks |

| Arbitro: | Picker |

|                                 |           |  |
| Struckmann 69’ (rig.) Dirks 84’ | Marcatori |  |

| Arbitro: | Risse |

|  |           |               |
|  | Marcatori | 28’, 74’ Götz |

| Arbitro: | Glasneck |

|              |           |            |
| Götz 4’, 16’ | Marcatori | 37’ Schulz |

| Arbitro: | Neufeld |

|                                       |           |  |
| Kucharski 14’ Schütt 46’ Baumanns 78’ | Marcatori |  |

| Arbitro: | Basedow |

|          |           |                      |
| Götz 41’ | Marcatori | 37’ Votava 63’ Varga |

| Arbitro: | Waltert |

|                           |           |                          |
| Heun 29’ Noldt 57’ (aut.) | Marcatori | 20’, 45’ Götz 81’ Hotopp |

| Arbitro: | Hoppe |

|            |           |                        |
| Hotopp 46’ | Marcatori | 27’ Deterding 87’ Kipp |

| Arbitro: | Wahmann |

|                                                                |           |                     |
| Andexer 39’ Struckmann 43’ (aut.) Wittfoht 45’ Schock 74’, 80’ | Marcatori | 49’ Götz 81’ Hotopp |

| Arbitro: | Eggers |

|                      |           |             |
| Götz 4’ Gummlich 85’ | Marcatori | 46’ Borutta |

### Coppa di Germania
| Arbitro: | Hanschke |

|                                             |           |             |
| Schaar 68’ Gummlich 72’, 79’ Struckmann 89’ | Marcatori | 31’ Riemann |

| Arbitro: | Haselberger |

|                                                                     |           |                                    |
| Thier 2’ Wesseler 5’ Bergfelder 10’, 47’, 69’ Neues 73’ Mödrath 78’ | Marcatori | 59’ (rig.) Struckmann 82’ Gummlich |

## Statistiche

### Statistiche di squadra
| Competizione      | Punti | In casa | In casa | In casa | In casa | In casa | In casa | In trasferta | In trasferta | In trasferta | In trasferta | In trasferta | In trasferta | Totale | Totale | Totale | Totale | Totale | Totale | DR  |
| Competizione      | Punti | G       | V       | N       | P       | Gf      | Gs      | G            | V            | N            | P            | Gf           | Gs           | G      | V      | N      | P      | Gf     | Gs     | DR  |
| ----------------- | ----- | ------- | ------- | ------- | ------- | ------- | ------- | ------------ | ------------ | ------------ | ------------ | ------------ | ------------ | ------ | ------ | ------ | ------ | ------ | ------ | --- |
| 2. Bundesliga     | 27    | 19      | 8       | 3       | 8       | 36      | 31      | 19           | 2            | 4            | 13           | 18           | 50           | 38     | 10     | 7      | 21     | 54     | 81     | -27 |
| Coppa di Germania | -     | 1       | 1       | 0       | 0       | 4       | 1       | 1            | 0            | 0            | 1            | 2            | 7            | 2      | 1      | 0      | 1      | 6      | 8      | -2  |
| Totale            | 27    | 20      | 9       | 3       | 8       | 40      | 32      | 20           | 2            | 4            | 14           | 20           | 57           | 40     | 11     | 7      | 22     | 60     | 89     | -29 |

### Andamento in campionato
| Giornata  | 1  | 2  | 3  | 4  | 5  | 6  | 7  | 8  | 9  | 10 | 11 | 12 | 13 | 14 | 15 | 16 | 17 | 18 | 19 | 20 | 21 | 22 | 23 | 24 | 25 | 26 | 27 | 28 | 29 | 30 | 31 | 32 | 33 | 34 | 35 | 36 | 37 | 38 |
| --------- | -- | -- | -- | -- | -- | -- | -- | -- | -- | -- | -- | -- | -- | -- | -- | -- | -- | -- | -- | -- | -- | -- | -- | -- | -- | -- | -- | -- | -- | -- | -- | -- | -- | -- | -- | -- | -- | -- |
| Luogo     | C  | T  | C  | T  | T  | C  | T  | C  | T  | C  | T  | C  | T  | C  | T  | C  | T  | C  | T  | T  | C  | T  | C  | C  | T  | C  | T  | C  | T  | C  | T  | C  | T  | C  | T  | C  | T  | C  |
| Risultato | P  | N  | V  | P  | P  | V  | P  | P  | P  | P  | P  | P  | N  | N  | N  | V  | P  | V  | P  | P  | P  | P  | P  | N  | P  | N  | P  | V  | N  | V  | V  | V  | P  | P  | V  | P  | P  | V  |
| Posizione | 14 | 15 | 11 | 14 | 18 | 13 | 14 | 16 | 17 | 20 | 20 | 20 | 20 | 20 | 20 | 18 | 20 | 18 | 19 | 19 | 19 | 19 | 20 | 20 | 20 | 20 | 20 | 19 | 19 | 18 | 18 | 18 | 18 | 19 | 18 | 18 | 19 | 17 |

Legenda:

Luogo: C = Casa; T = Trasferta. Risultato: V = Vittoria; N = Pareggio; P = Sconfitta.

### Statistiche dei giocatori
| Giocatore     | 2. Bundesliga | 2. Bundesliga | 2. Bundesliga | 2. Bundesliga | Coppa di Germania | Coppa di Germania | Coppa di Germania | Coppa di Germania | Totale   | Totale | Totale      | Totale     |
| Giocatore     | Presenze      | Reti          | Ammonizioni   | Espulsioni    | Presenze          | Reti              | Ammonizioni       | Espulsioni        | Presenze | Reti   | Ammonizioni | Espulsioni |
| ------------- | ------------- | ------------- | ------------- | ------------- | ----------------- | ----------------- | ----------------- | ----------------- | -------- | ------ | ----------- | ---------- |
| H. Blieske    | 25            | 0             | 5             | 3             | 1                 | 0                 | 0                 | 0                 | 26       | 0      | 5           | 3          |
| C. Brune      | 25            | 5             | 3             | 0             | 2                 | 0                 | 0                 | 0                 | 27       | 5      | 3           | 0          |
| N. Busch      | 9             | 0             | 0             | 0             | 2                 | 0                 | 0                 | 0                 | 11       | 0      | 0           | 0          |
| D. Dirks      | 28            | 3             | 2             | 0             | 0                 | 0                 | 0                 | 0                 | 28       | 3      | 2           | 0          |
| H. Gummlich   | 32            | 11            | 6             | 0             | 2                 | 3                 | 1                 | 0                 | 34       | 14     | 7           | 0          |
| W. Götz       | 36            | 15            | 5             | 0             | 2                 | 0                 | 0                 | 0                 | 38       | 15     | 5           | 0          |
| B. Helmschrot | 38            | 0             | 1             | 0             | 2                 | 0                 | 0                 | 0                 | 40       | 0      | 1           | 0          |
| R. Hotopp     | 34            | 6             | 3             | 0             | 2                 | 0                 | 0                 | 0                 | 36       | 6      | 3           | 0          |
| W. Jaschik    | 35            | 0             | 0             | 0             | 1                 | 0                 | 0                 | 0                 | 36       | 0      | 0           | 0          |
| W. Klinge     | 18            | 2             | 4             | 1             | 0                 | 0                 | 0                 | 0                 | 18       | 2      | 4           | 1          |
| W. Marienfeld | 23            | 0             | 4             | 0             | 2                 | 0                 | 0                 | 0                 | 25       | 0      | 4           | 0          |
| B. Metz       | 19            | 0             | 3             | 0             | 2                 | 0                 | 1                 | 0                 | 21       | 0      | 4           | 0          |
| K. Noldt      | 37            | 1             | 6             | 0             | 2                 | 0                 | 0                 | 0                 | 39       | 1      | 6           | 0          |
| W. Pleyer     | 24            | 0             | 3             | 0             | 1                 | 0                 | 0                 | 0                 | 25       | 0      | 3           | 0          |
| W. Schaar     | 23            | 1             | 1             | 0             | 1                 | 1                 | 1                 | 0                 | 24       | 2      | 2           | 0          |
| R. Specht     | 22            | 0             | 2             | 0             | 0                 | 0                 | 0                 | 0                 | 22       | 0      | 2           | 0          |
| R. Struckmann | 38            | 10            | 1             | 0             | 2                 | 2                 | 0                 | 0                 | 40       | 12     | 1           | 0          |
| M. Thome      | 6             | 0             | 0             | 0             | 1                 | 0                 | 0                 | 0                 | 7        | 0      | 0           | 0          |